# Euxoa glabella
Euxoa glabella är en fjärilsart som beskrevs av Wagner 1930. Euxoa glabella ingår i släktet Euxoa och familjen nattflyn. Inga underarter finns listade i Catalogue of Life.